# Trommlerlähmung
Als Trommlerlähmung bezeichnet man eine Parese (unvollständige Lähmung), welche durch ständige Beugehaltung des Daumenendgliedes aufgrund eines Spontanrisses der Sehne des Musculus extensor pollicis longus hervorgerufen wird.
Die Ursachen dieser Ruptur sind vor allem stumpfe Handgelenksverletzungen (Verstauchungen, Stürze, Radiusfrakturen), aber sie tritt oftmals auch bei Bildhauern, Schmieden, Trommlern und Kellnern aufgrund chronischer Überbelastung auf. Die Sehne des Muskels muss durch eine andere ersetzt werden (bevorzugt die des Musculus extensor indicis), da sonst das Daumenendglied durch den Zug der Flexoren des Daumens in einer störenden Beugehaltung verbleibt.